# Uniforme de la selección de fútbol de la República Checa
El uniforme de la selección de fútbol de la República Checa se compone de una camiseta roja representando uno de los colores de su bandera, asimismo, en algunas ocasiones este iba acompañado de bordes blancos o azules, un pantalón blanco que en algunas ocasiones venía acompañado de rectas rojas y azules, los pantalones pueden ser azules o rojos; y las medias azules o rojas con franjas blancas. Por su parte, el uniforme alternativo se ha caracterizado por su color blanco total, acompañado de diseños azules y rojos.

## Proveedor
Puma desde los inicios de República Checa, específicamente desde 1994, ha sido su único patrocinador.
| Proveedor | Periodo       |
| --------- | ------------- |
| Puma      | 1994–Presente |

## Evolución del uniforme

### Uniforme oficial
| 1934–76 |  | 1980–90 |  | 1990–94 |  | 1994–96 |  | 1996–98 |  | 1998–2000 | 2000–02 |  | 2002–04 |  | 2004–06 |

| 2006–08 |  | 2008–10 |  | 2010–12 |  | 2012–14 |  | 2014–16 |  | 2016–18 |  | 2018–20 |  | 2020–22 |  | 2022–2024 |

|  | 2024–presente |

### Uniforme alternativo
| 1950–67 |  | 1990–92 |  | 1994–96 |  | 1996–98 |  | 1998–2000 |  | 2000–02 | 2002–04 | 2004–06 | 2006–08 |

| 2008–10 |  | 2010–12 |  | 2012–14 | 2014–16 |  | 2016–18 |  | 2018–20 |  | 2020–21 |  | 2021–22 |  | 2022–24 |  |

|  | 2024– |

### Uniforme tercero
| 1992 | 2021–22 |